# Liste der Denkmale der Kulturgeschichte in Radebeul

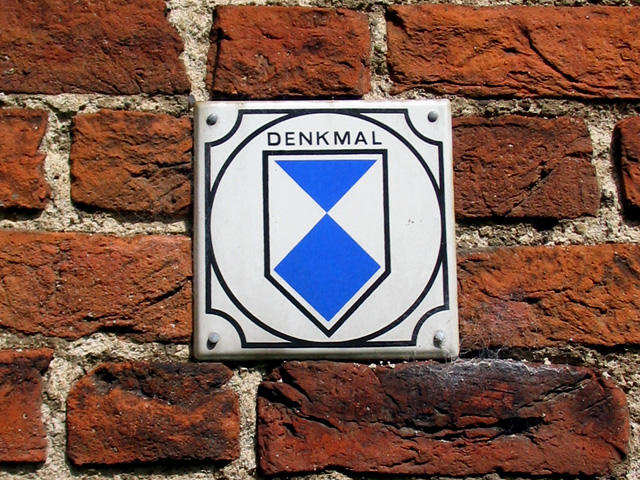
Denkmalkennzeichnung in der DDR

Die Liste der Denkmale der Kulturgeschichte in Radebeul enthält die zu DDR-Zeiten denkmalgeschützten Bauwerke in der sächsischen Stadt Radebeul. Die Auflistung berücksichtigt die Denkmal-Liste der Stadt Radebeul von 1973 sowie die Liste der Denkmale der Kulturgeschichte in Radebeul von 1979, Bestandteil der Kreisdenkmalliste des Kreises Dresden-Land. Die Herkunft der Eintragung wird in der Bemerkungsspalte durch das entsprechende Jahresdatum angegeben. Ein Auszug der Baudenkmale von 1973 wird auch im Band 22 der Werte unserer Heimat mit Namen Lössnitz und Moritzburger Teichlandschaft aufgeführt.
Im Vergleich zu den heutigen Radebeuler Kulturdenkmalen lässt diese Auflistung zwei Schlüsse zu:
- Ist das Bauwerk heute ein Kulturdenkmal, dann ist es das bereits seit mindestens 1973 bzw. 1979, wurde also bereits zu DDR-Zeiten oder sogar früher unter Denkmalschutz gestellt.
- Ist das Bauwerk heute kein Kulturdenkmal, dann wurde ihm dieser Status zwischenzeitlich aberkannt, der jedoch zu DDR-Zeiten und in der Regel auch zu Beginn der Nach-Wende-Zeit noch galt.

Die abschließende Liste in der Stadtordnung von 1973 führt auch noch die zugeordnete Wertgruppe (WG) auf, wobei die WG I die höchstwertige darstellte und die WG IV die niedrigstwertige. Objekte der WG I wurden im Rahmen des Denkmalschutzes in der DDR auf jeden Fall als schützenswert angesehen, während eine Einstufung in die WG IV wenig mehr bedeutete, als wenn das Objekt nicht unter Denkmalschutz stand.
Im Jahr 1989 kam es noch zu einem Entwurf für die Überarbeitung der Kreisdenkmalliste von 1979 mit zahlreichen Streichungen, Neuaufnahmen, Ergänzungen, Berichtigungen und Präzisierungen, ohne dass dieser zu DDR-Zeiten umgesetzt wurde. Durch die folgende Wende bestand das DDR-Denkmalpflegegesetz gemäß Art. 9 Abs. 1 des Einigungsvertrags auf dem Gebiet der Länder mit Einschränkungen als Landesrecht weiter, bis eine entsprechende Ländergesetzgebung verabschiedet war. Die bestehenden Überlegungen zur Weiterentwicklung der Denkmalliste 1979 wurden durch die Anfang der 1990er Jahre entstehende neue sächsische Denkmalschutzgesetzgebung (Sächsisches Denkmalschutzgesetz vom 3. März 1993) abgelöst. Aufgrund dieser entstand in der ersten Hälfte der 1990er Jahre für das Gebiet von Radebeul eine Schnellerfassungsliste, die etwa 1400 Denkmale aufführte und unter Schutz stellte. Für Kontinuität sorgte dabei die Person des örtlichen Denkmalpflegers, des vormaligen Vorsitzenden des Aktivs für Denkmalpflege.
Mit der Erstellung der Schnellerfassungsliste Anfang der 1990er Jahre begann die Bewertung der eingetragenen Objekte auf ihren Denkmalwert mit der Folge der möglichen Streichung sowie die Neuaufnahme weiterer Kulturdenkmale, was zum Stand 2012 zu der (letzten Radebeuler) Kulturdenkmalliste mit etwa 1635 Objekten unter 1275 Adressen führte (siehe die Gesamtübersicht Liste der Kulturdenkmale in Radebeul). Danach wurden die Radebeuler Denkmale in die sächsische Denkmaldatenbank überführt. Die Umstellung auf die heutige Denkmal-ID mit einer anderen Unterteilung in Sachgesamtheiten und Einzeldenkmalen führt in Radebeul zu etwa 1187 einzelnen Denkmal-IDs teilweise mit mehreren Adressen und mehreren Objekten (siehe den Denkmal-Datenbankauszug Liste der Kulturdenkmale in Radebeul 2017).

## Legende
Die in der Tabelle verwendeten Spalten listen die im Folgenden erläuterten Informationen auf:
- Name, Bezeichnung: Bezeichnung des einzelnen Objekts.
- Adresse, Koordinaten: Heutige Straßenadresse (In Klammern: Damalige Adresse), Lagekoordinaten.

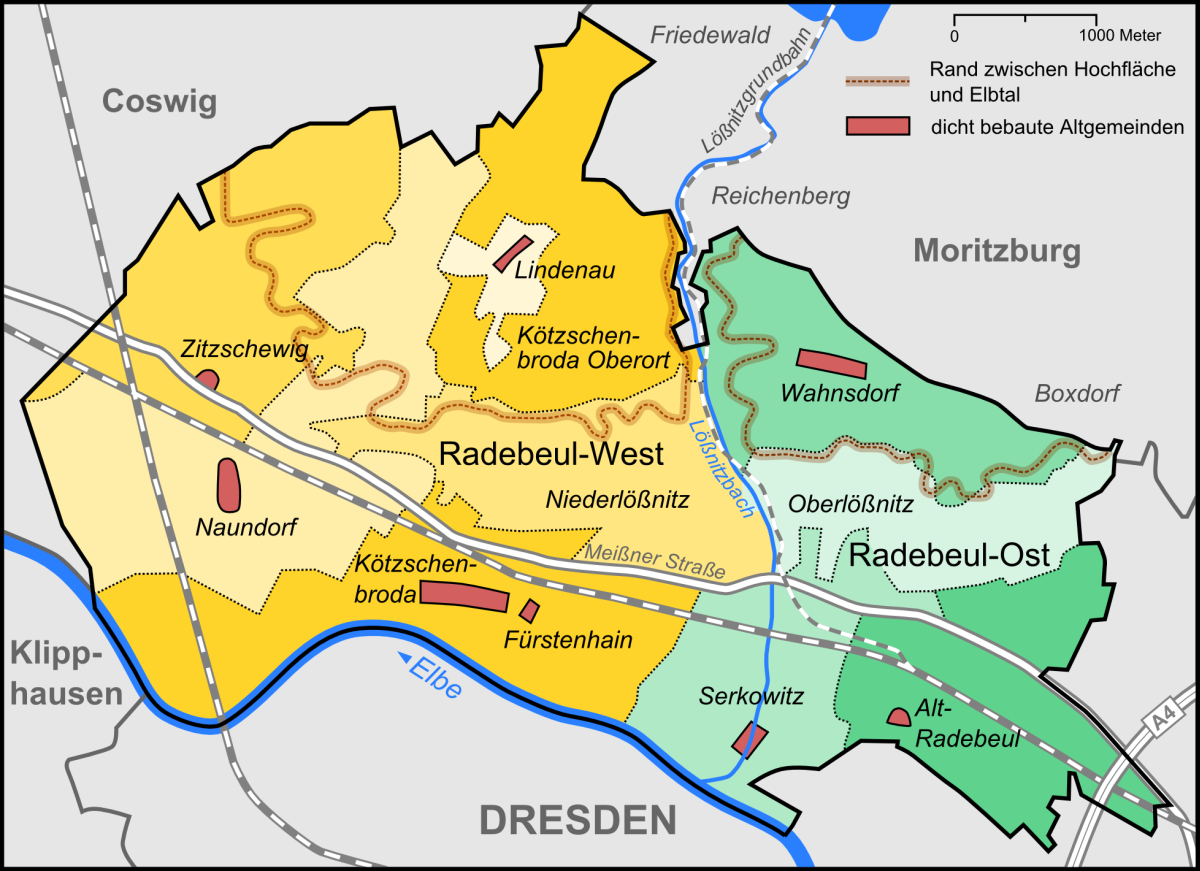
Übersicht über die Lage der Radebeuler Stadtteile

- Stadtteil: Heutiger Radebeuler Stadtteil.
  - FUE: Fürstenhain
  - KOE: Kötzschenbroda
  - KOO: Kötzschenbroda Oberort
  - LIN: Lindenau
  - NAU: Naundorf
  - NDL: Niederlößnitz
  - OBL: Oberlößnitz
  - RAD: Alt-Radebeul
  - SER: Serkowitz
  - WAH: Wahnsdorf
  - ZIT: Zitzschewig
- Datum: Besondere Baujahre, so weit bekannt oder ableitbar, teilweise auch Datum der Ersterwähnung der Liegenschaft.
- Baumeister, Architekten: Baumeister, Architekten und weitere Kunstschaffende.
- Denkmalumfang, Bemerkung: Nähere Erläuterung, Umfang der Liegenschaft und ihre Besonderheiten.
  - Jahreszahlen bedeuten:
    - 1973: Bauwerk war 1973 ein Denkmal, wurde in der Denkmalliste 1979 nicht aufgeführt.
    - 1973/79: Bauwerk war in beiden Denkmallisten aufgeführt.
    - 1979: Bauwerk wurde erst zur Denkmalliste 1979 aufgenommen.

  - Insbesondere auch die in der Stadtordnung 1973 aufgeführte Wertgruppe, hier referenziert als WG I (höchstwertige) bis WG IV (niedrigstwertige).
- Bild: Foto des Hauptobjekts.

## Denkmalbereiche (Ensembles) und Straßenzüge
| Name, Bezeichnung                                                | Adresse, Koordinaten                             | Stadtteil | Datum                                                                                               | Baumeister, Architekten | Denkmalumfang, Bemerkung | Bild |
| ---------------------------------------------------------------- | ------------------------------------------------ | --------- | --------------------------------------------------------------------------------------------------- | --- | --- | --- |
| Hoflößnitz                                                       | Knohllweg 37 (Knohlweg) (Lage)                   | OBL       | vor 1401 Dohnaer Weingut, 1401 Wettiner, 1650 Lusthaus, 1747/50 Spitzhaustreppe, 1840 Kavaliershaus | Ezechiel Eckhardt, Christian Schiebling, Centurio Wiebel, Albert Eckhout, Matthäus Daniel Pöppelmann, Carl Mildreich Barth, Karl Moritz Haenel | 1973/79. WG I. 1973: Mit Kavalierhaus, Wirtschaftsgebäuden und großer Treppe. 1979: Hoflößnitz mit Ausmalung, mit Kavaliershaus und Nebengebäuden, vorgelagertem Weinberg und Weinberg „Goldener Wagen“, Meinholds Weinberg (Weinbergstraße 10–16 [Weinbergstraße 14/16 ist Winzerhaus Barth]) und Spitzhaus (Spitzhausstraße 36). [Hoflößnitz ist heute eine denkmalpflegerische Sachgesamtheit sowie ein Werk der Landschafts- und Gartengestaltung.]                                                                   | Hoflößnitz, Gesamtanlage vom Bismarckturm aus |
| Haus Sorgenfrei, Haus Steinbach, Bennoschlößchen                 | Augustusweg 48 (Lage)                            | OBL       | frühes 18. Jh., 1783–89                                                                             | Johann August Giesel | 1979. WG I. 1973 als Einzelobjekt aufgeführt. 1979: Haus Sorgenfrei mit Gartenplastik (Augustusweg 48), Haus Steinbach (Bennostraße 41 [1973 als Einzelobjekt aufgeführt]) und Bennoschlößchen (Bennostraße 35 [1973 als Einzelobjekt aufgeführt]). [Haus Sorgenfrei ist heute ein Werk der Landschafts- und Gartengestaltung; Haus Steinbach ebenso sowie zusätzlich eine Sachgesamtheit; das Anwesen des Bennoschlösschens wird heute als denkmalpflegerische Nebenanlage geführt. Alle Gebäude sind denkmalgeschützt.] | Haus Sorgenfrei mit Turmaufbau, rechts der Gartensaal und links das Gärtnerhaus. Ganz links die benachbarte Villa Steinbach. Über das Grundstück von Einfamilienhaus Alfred Schädler (ganz rechts) hinweg gesehen. |
| Wackerbarths Ruhe                                                | Wackerbarthstraße 1 (Am Jacobstein 44) (Lage)    | NDL       | 1727–1729, 1743 Jacobstein, 1853 Umbau, 1916/17                                                     | Johann Christoph Knöffel, Matthäus Daniel Pöppelmann, Georg Heinsius von Mayenburg (Umbau)                                                     | 1973/79. WG I. 1973: Mit Nebengebäuden, Belvedere, Trateur- und Winzerhaus, Jacobstein. 1979: Wackerbarths Ruhe mit Park, Belvedere und Fliegenwedel (Am Jacobstein 40 [1973 als Einzelobjekt aufgeführt]) einschl. Gedenktafel. [Schloss Wackerbarth ist heute eine Sachgesamtheit sowie ein Werk der Landschafts- und Gartengestaltung.] | Blick vom Jacobstein: Schloss Wackerbarth mit Belvedere (re. Mitte), Nebenanlagen und barocker Gartenanlage |
| Besitz Minkwitz (1973), Minckwitzscher Weinberg (1979)           | Obere Bergstraße 30 (Rolf-Helm-Straße 30) (Lage) | NDL       | 1412 Altenberg, ab 1712 Herrenhaus, 1713, 1727, 1877, 1907–09                                       | August Große (Umbau, Remise), F. A. Bernhard Große (Umbau Herrenhaus, Nebengebäude)                                                            | 1973/79. WG I. 1973: Herrenhaus, Weinberg, Gartenpavillon. 1979: Minckwitzscher Weinberg (Rolf-Helm-Straße 30) mit Weinberg, Oberem Weinberghaus und Niederem Weinberghaus. [Der Minckwitzsche Weinberg ist heute eine Sachgesamtheit sowie ein Werk der Landschafts- und Gartengestaltung.] | Haus Minckwitz |
| Pfarrtöchterheim (1973), Neufriedstein (1979)                    | Neufriedstein 2 (Lage)                           | NDL       | 1417 Wehlsberg, 1778–80, 1904                                                                       | | 1979. WG III. 1973 als Einzelobjekt aufgeführt. 1979: Neufriedstein mit Weinberghaus (Mätressenschlößchen [1973 als Einzelobjekt aufgeführt]). [Neufriedstein ist heute eine denkmalpflegerische Sachgesamtheit.] | Herrenhaus Neufriedstein (Mitte) |
| Altnaundorf                                                      | Altnaundorf (Lage)                               | NAU       | 12. Jh., 1822                                                                                       | | 1973/79. WG II. [Heute kein separater Gesamtschutz mehr, jedoch stehen viele der anliegenden Bauerngüter bzw. Gebäude unter Denkmalschutz.] | Altnaundorf |
| Alt-Radebeul                                                     | Am Kreis (Lage)                                  | RAD       | 14. Jh., 1782                                                                                       | | 1979. [Heute kein separater Gesamtschutz mehr, jedoch stehen zwei der anliegenden Bauerngüter bzw. Gebäude unter Denkmalschutz.] | Alt-Radebeul |
| Alt-Zitzschewig                                                  | Altzitzschewig (Lage)                            | ZIT       | 14. Jh.                                                                                             | | 1979. [Heute kein separater Gesamtschutz mehr, jedoch stehen zahlreiche der anliegenden Bauerngüter bzw. Gebäude unter Denkmalschutz.] | Alt-Zitzschewig |
| Eduard-Bilz-Straße zwischen Nizzastraße und Augustusweg          | Eduard-Bilz-Straße (Lage)                        | OBL       | ab 1877                                                                                             | Gebrüder Ziller | 1973/79. WG IV. [Heute kein separater Gesamtschutz mehr, jedoch stehen viele der anliegenden Gebäude der ehemaligen Sophienstraße zwischen dem Sophienhof und dem Eduard-Bilz-Platz unter Denkmalschutz.] | Eduard-Bilz-Straße zwischen Nizzastraße und Augustusweg |
| Finstere Gasse                                                   | Finstere Gasse (Lage)                            | NDL       | 1652 urkundlich erwähnt                                                                             | | 1973/79. WG III. [Heute kein separater Gesamtschutz mehr, jedoch stehen die anliegenden Gebäude unter Denkmalschutz, einschließlich des westlich anliegenden Minckwitzschen Weinbergsanwesens.] | Finstere Gasse nach Süden |
| Grundhof                                                         | Paradiesstraße 56–68 (Lage)                      | NDL       | 1652 Hoher Berg, 1696, 1. H. 19. Jh., 1907–09                                                       | Otto Rometsch, Adolph Suppes, Gunter Herrmann                                                                                                  | 1973/79. WG. [Einschließlich der heute abgetrennten Haus im Eck (Paradiesstraße 56) und Haus im Garten (Paradiesstraße 58). Das Anwesen des Grundhofs gilt als denkmalpflegerische Nebenanlage, die Gebäude sind denkmalgeschützt.] | Grundhof, von rechts: Herrenhaus, davor 2 Pavillons, Gartensaal, dahinter nicht sichtbar das Turmhaus |
| Ernst-Thälmann-Straße / Pestalozzistraße                         | Hauptstraße / Pestalozzistraße (Lage)            | RAD       | | Gebrüder Ziller, F. A. Bernhard Große | 1979. Ernst-Thälmann-Straße/Pestalozzistraße mit Schillerschule und Eckhäusern (Ernst-Thälmann-Straße 8, 9, 10 und Sidonienstraße 1). [Heute kein separater Gesamtschutz mehr, jedoch stehen die anliegenden Gebäude unter Denkmalschutz; Sidonienstraße 1 wurde 2011 abgerissen.] | Kreuzung Hauptstraße Pestalozzistraße Sidonienstraße |
| Straßenkreuzung Moritzburger Straße 1 / Wilhelm-Pieck-Straße 268 | Moritzburger Straße / Meißner Straße (Lage)      | KOE       | | Moritz Große, F. A. Bernhard Große | 1979. Straßenkreuzung Moritzburger Straße 1/Wilhelm-Pieck-Straße 268. [Heute kein separater Gesamtschutz mehr, jedoch stehen die anliegenden Gebäude unter Denkmalschutz einschließlich der beiden südlichen Eckgebäude Wilhelm-Pieck-Straße 279 und Bahnhofstraße 11.] | Kreuzung Meißner Straße Bahnhofstraße Moritzburger Straße |

## Denkmale der Architektur
| Name, Bezeichnung                            | Adresse, Koordinaten                                        | Stadtteil | Datum                                                         | Baumeister, Architekten                                                                               | Denkmalumfang, Bemerkung | Bild |
| -------------------------------------------- | ----------------------------------------------------------- | --------- | ------------------------------------------------------------- | --- | --- | --- |
| Friedenskirche                               | Altkötzschenbroda 40 (Altkötzschenbroda) (Lage)             | KOE       | 1273 Ersterwähnung, 1477, 1515, 1637, 1646, 1746, 1884/85     | Ezechiel Eckhardt, Karl Weißbach (Umbau), Gebrüder Ziller, Christian Rietschel                        | 1973/79. WG III. Friedenskirche, Pfarrhaus, Oberschänke. | Friedenskirche Radebeul-Kötzschenbroda im Gegenlicht |
| Pfarrhaus                                    | Altkötzschenbroda 40 (Altkötzschenbroda) (Lage)             | KOE       | 1824                                                          | | 1979. Friedenskirche, Pfarrhaus, Oberschänke. | Pfarrhaus (re.) und Lutherhaus (hi.) in Kötzschenbroda, vom Pfarrhof aus |
| Oberschänke                                  | Altkötzschenbroda 39 (Altkötzschenbroda) (Lage)             | KOE       | 1497 Ersterwähnung, 1560, Mitte 18. Jh.                       | Traugott Große (Umbau), Gebrüder Große (Umbau)                                                        | 1979. Friedenskirche, Pfarrhaus, Oberschänke. | Die Oberschänke, vom Anger von Altkötzschenbroda aus |
| „Altfriedstein 9“                            | Altfriedstein 6 (Lage)                                      | NDL       | 1909/10                                                       | Richard Aurich                                                                                        | 1979. | Landhaus Franz Hartung |
| „Bauer Kirchner“                             | Altserkowitz 19 (Alt-Serkowitz 19) (Lage)                   | SER       | um 1780                                                       | | 1973/79. WG III. | Dreiseithof Altserkowitz 19 |
| „Am Bornberg 5“                              | Am Bornberge 5 (Lage)                                       | KOE       | um 1850, 1887/88, 2000                                        | | 1979. | Landhaus Am Bornberge 5 |
| Neufriedstein                                | Am Jacobstein 2 (Lage)                                      | NDL       | Um 1750, 1853, 1860, 1886                                     | | 1973/79. WG III. | Unteres Berghaus, Süd- und Ostseite |
| Fliegenwedel                                 | Am Jacobstein 40 (Lage)                                     | NDL       | 1674 Fliegenwedel, 1680, 1750, 1862, 1984–95                  | | 1973/79. WG II. | Haus Fliegenwedel vor dem gleichnamigen Weinberg |
| „Fährmann“                                   | An der Jägermühle 3 (Lage)                                  | NDL       | Mitte 18. Jh.                                                 | | 1973/79. WG III. | An der Jägermühle 3 |
| „Gärtner“                                    | An der Jägermühle 10 (Lage)                                 | NDL       |                                                               | | 1973/79. WG IV. [Heute kein Denkmal mehr.] | An der Jägermühle 10 |
| Jägermühle                                   | An der Jägermühle 16 (An der Jägermühle 18) (Lage)          | OBL       | Mitte 18. Jh.                                                 | | 1973/79. WG IV. | Jägermühle |
| Wettinhaus                                   | Auerweg 2, 2a (Barkengasse 8) (Lage)                        | ZIT       | 15. Jh. Landeskrone, 1758 Wettins Höhe, 1879/80               | Gebrüder Ziller (Umbau)                                                                               | 1979. | Wettinhöhe mit Haus Wettinhöhe |
| Haus der Kunst                               | Auf den Bergen 9 (Dr.-Rudolf-Friedrichs-Straße 25) (Lage)   | NDL       | 1894                                                          | Adolf Neumann                                                                                         | 1973/79. WG III. | Goldschmidtvilla, Blick von Osten |
| Winzerhof                                    | Auf den Bergen 15 (Auf den Bergen) (Lage)                   | NDL       | Um 1660, um 1920                                              | Otto Rometsch (Umbau)                                                                                 | 1973/79. WG II. | Haus Barnewitz, rechts das Nebengebäude |
| Trafostation                                 | Augustusweg, Ecke Nizzastraße (Lage)                        | SER       | um 1950                                                       | Reinhold Langner                                                                                      | 1979. Trafostation (Bildhauer Langner). | Trafohaus mit zwei hölzernen Figuren von Reinhold Langner |
| „Pinkes“                                     | Augustusweg 18 (Lage)                                       | SER       | 1860/70                                                       | Gebrüder Ziller                                                                                       | 1973/79. WG IV. | Villa Pinkes |
| „Augustusweg 44“                             | Augustusweg 44 (Lage)                                       | OBL       | 1900                                                          | Oskar Menzel                                                                                          | 1979. | Villa Sommer |
| Haus Sorgenfrei                              | Augustusweg 48 (Lage)                                       | OBL       | frühes 18. Jh., 1783–89                                       | Johann August Giesel                                                                                  | 1973/79. WG I. | Haus Sorgenfrei, 1909. Rechts oben im Hintergrund: der Mäuseturm, darunter Schloss Lössnitz                                                                                              |
| Wachsche Villa                               | Augustusweg 62 (Lage)                                       | OBL       | 1672 „Palast“, 1790, um 1850, 1913                            | | 1973/79. WG III. Wachsche Villa Torhaus und Barockvasen. [Heute kein Denkmal mehr.]                                                                                         | Villa Wach |
| „Schmieder“                                  | Augustusweg 76 (Lage)                                       | OBL       | 1714, 1787, 1823                                              | | 1973/79. WG III. | Haus Schmieder |
| „Augustusweg 88“                             | Augustusweg 88 (Lage)                                       | OBL       | 1898                                                          | | 1979. | |
| Haus Windisch                                | Augustusweg 92 (Lage)                                       | OBL       | 1623, 1753, 1901–03                                           | Oskar Menzel (Umbau)                                                                                  | 1973/79. WG III. | Haus Windisch |
| Jägerberg                                    | Augustusweg 110 (Lage)                                      | OBL       | 1844, 1871/72, 1895/96                                        | Woldemar Hermann, Gebrüder Ziller (Umbau), Gustav Röder (Umbau Scheune)                               | 1973/79. WG IV. | |
| Fiedlerhaus                                  | Augustusweg 114, 114a–g, 116, 116a (Augustusweg 114) (Lage) | OBL       | um 1715, 1880, umgebaut 1893, 1900                            | Gebrüder Ziller (Saalbau)                                                                             | 1973/79. WG III. | Fiedlerhaus in Radebeul, Südseite |
| Bahnhof Radebeul West                        | Bahnhofstraße 10 (Güterhofstraße) (Lage)                    | KOE       | 1840, 1895/96                                                 | | 1973/79. WG III. | Bahnhof Radebeul West |
| Hohes Haus                                   | Barkengasse 6 (Lage)                                        | ZIT       | 13. Jh. Weinberg, 15. Jh. Bischofsberg, 1584, 1885            | Giese & Weidner (Umbau)                                                                               | 1973/79. WG III. | Hohenhaus Radebeul |
| Zechstein                                    | Barkengasse 17 (Lage)                                       | ZIT       | 17. Jh., 1706, um 1800                                        | | 1973/79. WG III. | Zechstein: Herrenhaus mit Weinbergen |
| „Leonhard“                                   | Bennostraße 7 (Lage)                                        | OBL       | um 1800, 1843, 1904                                           | Karl Leonhardt                                                                                        | 1973/79. WG II. | Haus Leonhardt: Haupthaus |
| Haus Friedland                               | Bennostraße 11 (Lage)                                       | OBL       | Wohl 1773, um 1876                                            | Gebrüder Ziller (Aufstockung)                                                                         | 1973/79. WG III. | Haus Friedland, von der Friedlandstraße aus |
| „Weißenbach“                                 | Bennostraße 15 (Lage)                                       | OBL       | 1701, 1800, um 1900                                           | | 1973/79. WG III. | Haus Rotzsche |
| Altersheim                                   | Bennostraße 29 (Lage)                                       | OBL       | 1873, 1897/98                                                 | Gebrüder Ziller                                                                                       | 1979. | Villa Anna Zischer, von der Weinbergstraße aus |
| Bennohaus                                    | Bennostraße 35 (Lage)                                       | OBL       | um 1600, 1896                                                 | Gebrüder Ziller (Aufstockung Pressraum)                                                               | 1973/79. WG I. | Bennoschlösschen |
| Haus Steinbach                               | Bennostraße 41 (Lage)                                       | OBL       | 1835                                                          | Christian Gottlieb Ziller                                                                             | 1973/79. WG II. Steinbach mit Nebengebäuden. | Villa Steinbach von Süden |
| Bischofspresse                               | Bischofsweg 1 (Lage)                                        | ZIT       | nach 1676, 1773, 1998–2004                                    | | 1973/79. WG II. | Winzerhaus der Bischofspresse |
| „Gebauer“                                    | Bischofsweg 30 (Lage)                                       | ZIT       | 1721                                                          | | 1973/79. WG IV. | Haus Gebauer |
| „Blumenstraße 17“                            | Blumenstraße 17 (Lage)                                      | NDL       | 1898                                                          | Carl Käfer                                                                                            | 1979. | Villa Musenheim |
| „Ausländerschule“                            | Borstraße 7 (Lage)                                          | NDL       |                                                               | | 1973/79. WG II. Bzw. Wilhelm-Pieck-Straße 164. [Entspricht Meißner Straße.]                                                                                                 | Villa Borstraße 7 |
| Kath. Kapelle                                | Borstraße 11 (Lage)                                         | NDL       | 1876–78, 1927/28, 1939                                        | Gebrüder Ziller, Max Czopka (Entwurf Modernisierung), Franz Jörissen (Einbau Kapelle, Modernisierung) | 1973/79. WG II. Kath. Kapelle, Altar und Fenster. | Katholisches Pfarramt, links die Kante der Kirche Christus König |
| „Roederer“                                   | Borstraße 19 (Lage)                                         | NDL       | 1878                                                          | Gebrüder Ziller                                                                                       | 1973/79. WG III. | Villa Elisa |
| „Diak-Anstalt“                               | Borstraße 26 (Lage)                                         | NDL       |                                                               | | 1973/79. WG IV. [Heute kein Denkmal mehr.] | Haus Borstraße 26 |
| „Borstraße 27“                               | Borstraße 27 (Lage)                                         | NDL       | 1872, 1905                                                    | August Große, F. A. Bernhard Große (Umbau)                                                            | 1979. | Villa Hildebrandt |
| „Borstraße 45“                               | Borstraße 45 (Lage)                                         | NDL       |                                                               | | 1973/79. WG IV. | Haus Borstraße 45 |
| „Krumm“                                      | Borstraße 47 (Lage)                                         | NDL       | um 1895, 1906                                                 | Alfred Große (Anbau)                                                                                  | 1973/79. WG III. | Haus Krumm |
| „Straube“                                    | Borstraße 59 (Lage)                                         | NDL       |                                                               | | 1973. WG III. [Heute kein Denkmal mehr.] | Haus Borstraße 59 |
| Klinik                                       | Dr.-Külz-Straße 25 (Lage)                                   | NDL       | um 1908                                                       | Oskar Menzel (Entwurf), Adolf Neumann (Bau)                                                           | 1979. | Villa Fabrikant Sommer |
| „Dr.-Schmincke-Allee 2“                      | Dr.-Schmincke-Allee 2 (Lage)                                | SER       | 1882                                                          | F. W. Eisold                                                                                          | 1979. | Villa Dr.-Schmincke-Allee 2 |
| „Dr.-Schmincke-Allee 7“                      | Dr.-Schmincke-Allee 7 (Lage)                                | SER       |                                                               | | 1979. [Heute kein Denkmal mehr.] Ludwig Haller-Rechtern | Haus Dr.-Schmincke-Allee 7 |
| „Dr. Richter“                                | Dr.-Schmincke-Allee 9 (Lage)                                | SER       | 1873/75                                                       | August Große (Entwurf), F. W. Eisold (Bau)                                                            | 1973/79. WG III. | Villa Dr.-Schmincke-Allee 9 |
| „Dr.-Schmincke-Allee 10“                     | Dr.-Schmincke-Allee 10 (Lage)                               | SER       | 1892–96                                                       | Gebrüder Ziller                                                                                       | 1979. | Villa Dr.-Schmincke-Allee 10 |
| „Dr.-Schmincke-Allee 11“                     | Dr.-Schmincke-Allee 11 (Lage)                               | SER       | 1893                                                          | Gebrüder Ziller                                                                                       | 1979. | Villa Emma, Dr.-Schmincke-Allee 11 |
| „Dr.-Schmincke-Allee 12“                     | Dr.-Schmincke-Allee 12 (Lage)                               | SER       |                                                               | | 1979. [Heute kein Denkmal mehr.] | Haus Dr.-Schmincke-Allee 12 |
| „Dr.-Schmincke-Allee 13“                     | Dr.-Schmincke-Allee 13 (Lage)                               | SER       | 1892/93                                                       | Gebrüder Ziller                                                                                       | 1979. | Villa Dr.-Schmincke-Allee 13 |
| „Dr.-Schmincke-Allee 14“                     | Dr.-Schmincke-Allee 14 (Lage)                               | SER       |                                                               | | 1979. [Heute kein Denkmal mehr.] | Haus Dr.-Schmincke-Allee 14 |
| „Dr.-Schmincke-Allee 15“                     | Dr.-Schmincke-Allee 15 (Lage)                               | SER       |                                                               | | 1979. [Heute kein Denkmal mehr.] | Haus Dr.-Schmincke-Allee 15 |
| „Dr.-Schmincke-Allee 16“                     | Dr.-Schmincke-Allee 16 (Lage)                               | SER       | 1891–93                                                       | Gebrüder Ziller                                                                                       | 1979. | Villa Dr.-Schmincke-Allee 16 |
| „Dr.-Schmincke-Allee 17“                     | Dr.-Schmincke-Allee 17 (Lage)                               | SER       | um 1892                                                       | Gebrüder Ziller                                                                                       | 1979. [Heute kein Denkmal mehr.] | Villa Dr.-Schmincke-Allee 17 |
| „Dr.-Schmincke-Allee 18“                     | Dr.-Schmincke-Allee 18 (Lage)                               | SER       | um 1890                                                       | | 1979. [Heute kein Denkmal mehr.] | Südost: Nr. 18 (Villa Lotti) |
| „Dr.-Schmincke-Allee 19“                     | Dr.-Schmincke-Allee 19 (Lage)                               | SER       | 1892–94                                                       | Gebrüder Ziller                                                                                       | 1979. | Mietvilla Dr.-Schmincke-Allee 19, am südwestlichen Rand des Fontainenplatzes. |
| Dr.-Schmincke-Allee Platzbildung und Rondell | Dr.-Schmincke-Allee 18–21 (Lage)                            | SER       | 1890–92                                                       | Gebrüder Ziller, Wilhelm Eisold                                                                       | 1979. | Fontainenplatz, von Süden aus |
| „Dr.-Schmincke-Allee 20“                     | Dr.-Schmincke-Allee 20 (Lage)                               | SER       | 1890                                                          | F. W. Eisold                                                                                          | 1979. | Villa Dr.-Schmincke-Allee 20, am nordöstlichen Rand des Fontainenplatzes. |
| „Dr.-Schmincke-Allee 21“                     | Dr.-Schmincke-Allee 21 (Lage)                               | SER       | 1892/93, 1935                                                 | Gebrüder Ziller, Patitz & Lötzsch (Umbau)                                                             | 1979. | Mietvilla Dr.-Schmincke-Allee 21, am nordwestlichen Rand des Fontainenplatzes. |
| „Dr.-Schmincke-Allee 22“                     | Dr.-Schmincke-Allee 22 (Lage)                               | SER       | 1892                                                          | Gebrüder Ziller                                                                                       | 1979. | Villa Dr.-Schmincke-Allee 22 |
| „Dr.-Schmincke-Allee 23“                     | Dr.-Schmincke-Allee 23 (Lage)                               | SER       | 1891, 1930                                                    | Gebrüder Ziller, Max Czopka (Umbau)                                                                   | 1979. | Villa Dr.-Schmincke-Allee 23 |
| „Dr.-Schmincke-Allee 24“                     | Dr.-Schmincke-Allee 24 (Lage)                               | SER       |                                                               | | 1979. [Heute kein Denkmal mehr.] | Haus Dr.-Schmincke-Allee 24 |
| „Dr.-Schmincke-Allee 25“                     | Dr.-Schmincke-Allee 25 (Lage)                               | SER       |                                                               | | 1979. [Heute kein Denkmal mehr.] | Haus Dr.-Schmincke-Allee 25 |
| „Dr.-Schmincke-Allee 26“                     | Dr.-Schmincke-Allee 26 (Lage)                               | SER       |                                                               | | 1979. [Heute kein Denkmal mehr.] | Haus Dr.-Schmincke-Allee 26 |
| „Dr.-Schmincke-Allee 27“                     | Dr.-Schmincke-Allee 27 (Lage)                               | SER       | um 1890                                                       | Gebrüder Ziller                                                                                       | 1979. [Heute kein Denkmal mehr.] | Mietvilla Dr.-Schmincke-Allee 27 |
| „Eduard-Bilz-Straße 33“                      | Eduard-Bilz-Straße 33 (Lage)                                | OBL       | 1878                                                          | Gebrüder Ziller                                                                                       | 1979. | Villa Eduard-Bilz-Straße 33 |
| „Eduard-Bilz-Straße 34“                      | Eduard-Bilz-Straße 34 (Lage)                                | OBL       | 1882/84                                                       | Gebrüder Ziller                                                                                       | 1979. | Villa Otto Hennig |
| „Eduard-Bilz-Straße 35“                      | Eduard-Bilz-Straße 35 (Lage)                                | OBL       | 1880                                                          | Gebrüder Ziller                                                                                       | 1979. | Villa Eduard-Bilz-Straße 35 |
| „Eduard-Bilz-Straße 44“                      | Eduard-Bilz-Straße 44 (Lage)                                | OBL       | 1888                                                          | Gebrüder Ziller                                                                                       | 1979. | Villa Falkenstein |
| „Eduard-Bilz-Straße 46“                      | Eduard-Bilz-Straße 46 (Lage)                                | OBL       | 1885/86                                                       | Gebrüder Ziller                                                                                       | 1979. | Villa Sonnenhof |
| Albertsberg                                  | Eduard-Bilz-Straße 49 (Lage)                                | OBL       | 1627, 1660 Weingut, 18. Jh., 1862, 1898                       | Gebrüder Ziller (Umbau), Oskar Menzel (Umbau)                                                         | 1973/79. WG III. | Haus Albertsberg oder Albertsburg |
| Bilzsanatorium                               | Eduard-Bilz-Straße 53 (Lage)                                | OBL       | 1892/93, 1894/95, 1921                                        | Carl Käfer (Umbau Haus I), Gebrüder Ziller, Alwin Höhne (Anbau)                                       | 1979. | ehemaliges Bilz-Sanatorium 2008, rechts Schloss Lössnitz |
| Haus Schönherr                               | Eduard-Bilz-Straße 60 (Lage)                                | OBL       | 1931                                                          | Max Czopka                                                                                            | 1979. | Haus Schönherr |
| „Finstere Gasse 2“                           | Finstere Gasse 2 (Lage)                                     | NDL       | 1. H. 19. Jh., 1878                                           | Moritz Große (Umbau)                                                                                  | 1979. | Wohnhaus Finstere Gasse 2 |
| „Erdmann“                                    | Finstere Gasse 5 (Lage)                                     | NDL       | 1724, Scheune jünger                                          | | 1973/79. WG III. | Haus Erdmann |
| Friedhof Radebeul Ost                        | Friedhofstraße Serkowitzer Straße 33 (Lage)                 | RAD       | 1890/91, 1928/29                                              | Schilling & Graebner (incl. Kapelle), Max Czopka (Neue Feierhalle)                                    | 1979. Friedhof Radebeul Ost, Grufthaus Karl Mays, Grabmal Doerstling, Grabmal Beckert.                                                                                      | Friedhof Radebeul-Ost |
| Grufthaus Karl May                           | Friedhofstraße Serkowitzer Straße 33 (Lage)                 | RAD       | 1890/91, 1920, 1928/29                                        | Paul Ziller, Gebrüder Ziller, Selmar Werner, Sascha Schneider                                         | 1973/79. WG III. Grufthaus Karl May. | Grufthaus Karl und Klara May |
| Zum Russen                                   | Hauptstraße 47 (Ernst-Thälmann-Straße 47) (Lage)            | OBL       | um 1700, um 1806, 19. Jh.                                     | | 1973/79. WG III. | Gasthaus Zum Russen |
| „Hoflößnitzstraße 4“                         | Hoflößnitzstraße 4 (Lage)                                   | SER       | 1867                                                          | Gebrüder Ziller (Aufstockung)                                                                         | 1973/79. WG III. | Villa Hoflößnitzstraße 4, Südseite |
| „Hoflößnitzstraße 58“                        | Hoflößnitzstraße 58 (Lage)                                  | OBL       | 1905/06                                                       | Paul Ziller (Entwurf), Adolf Lindner (Bau)                                                            | 1979. | Villa Franziska |
| „Hoflößnitzstraße 62“                        | Hoflößnitzstraße 62 (Lage)                                  | OBL       |                                                               | | 1979. [Heute kein Denkmal mehr.] | Hoflößnitzstraße 62 |
| Paradies                                     | Höhenweg 1 (Lage)                                           | NDL       | 1827, 1844, 1900, 1938                                        | Adolf Neumann (Anbau), Franz Jörissen (Anbau)                                                         | 1973/79. WG III. | Paradies |
| „Genauß“                                     | Höhenweg 17 (Lage)                                          | NDL       | 1780/1790                                                     | | 1973/79. WG III. | Haus Geneuß |
| „Horst-Vieth-Straße 1“                       | Horst-Viedt-Straße 1 (Horst-Vieth-Straße 1) (Lage)          | NDL       | um 1900                                                       | | 1979. | Mietvilla Horst-Viedt-Straße 1 |
| „Möbius“                                     | Horst-Viedt-Straße 11 (Horst-Vieth-Straße 11) (Lage)        | NDL       | 1623, 1784, 19. Jh. Nebengebäude                              | Johann Christian Große (Erweiterung)                                                                  | 1973/79. WG III. | Haus Möbius |
| Weinberghaus                                 | Jägerhofstraße 17a (Jägerhofstraße 15) (Lage)               | NDL       | 1901                                                          | Adolf Neumann (Entwurf)                                                                               | 1973/79. WG III. | Weinbergspavillon Jägerhofstraße 17a |
| „Karl-Marx-Straße 4“                         | Karl-Marx-Straße 4 (Lage)                                   | RAD       | 1895                                                          | Adolf Neumann                                                                                         | 1979. | Mietvilla Hermann Schwendler |
| Indianermuseum                               | Karl-May-Straße 5 (Hölderlinstraße 15) (Lage)               | RAD       | 1893/94, 1925, 1933 Blockhaus                                 | Gebrüder Ziller, Max Czopka (Entwurf Umbau), Alwin Höhne (Umbau)                                      | 1979. Indianermuseum (Blockhaus, Villa Shatterhand). | Villa „Shatterhand“ |
| „Karlstraße 4“                               | Karlstraße 4 (Lage)                                         | NDL       | 1876–78                                                       | | 1979. | Haus Gotendorf |
| „Karlstraße 5“                               | Karlstraße 5 (Lage)                                         | NDL       | um 1889                                                       | Carl Käfer                                                                                            | 1979. | Mietshaus Karlstraße 5 |
| „Karlstraße 8“                               | Karlstraße 8 (Lage)                                         | NDL       | 1872/73                                                       | Moritz Große                                                                                          | 1979. | Frenzelsches Haus |
| „Karlstraße 7“                               | Karlstraße 9 (Karlstraße 7) (Lage)                          | NDL       | um 1885                                                       | Adolf Neumann                                                                                         | 1979. | Villa Meta |
| „Karlstraße 11“                              | Karlstraße 11 (Lage)                                        | NDL       |                                                               | | 1979. [Heute kein Denkmal mehr.] | Karlstraße 11 |
| „Käthe-Kollwitz-Straße 4“                    | Käthe-Kollwitz-Straße 4 (Lage)                              | KOE       | 1902/04                                                       | Adolf Neumann (Entwurf ev. Felix Sommer)                                                              | 1979. | Villa Käthe-Kollwitz-Straße 4 |
| Lutherkirche                                 | Kirchplatz 1 (Wilhelm-Pieck-Straße) (Lage)                  | RAD       | 1891/92, 1934                                                 | Schilling & Graebner, Alfred Tischer (Innenumbau)                                                     | 1973/79. WG III. | Lutherkirche Radebeul-Ost |
| VEB Energiebau                               | Körnerweg 5 (Lage)                                          | NDL       | 1924                                                          | Otto Rometsch                                                                                         | 1979. | Verwaltungsgebäude Elektrizitätsverband Gröba, aus Richtung Meißner Straße |
| „Huhle“                                      | Kötzschenbrodaer Straße 39 (Lage)                           | SER       | 1337 Ersterwähnung, 1869 Schlussstein                         | | 1973/79. WG III. | Gasthof Serkowitz, links Altserkowitz |
| „Alte Schmiede“                              | Kötzschenbrodaer Straße 41 (Lage)                           | SER       |                                                               | | 1973/79. WG III. [Heute kein Denkmal mehr.] | Kötzschenbrodaer Straße 41 |
| „Kötzschenbrodaer Straße 50“                 | Kötzschenbrodaer Straße 50 (Lage)                           | SER       | 1814                                                          | | 1979. | Alte Schmiede, links dahinter das Wohnhaus des Gehöfts Bahnsteg 1 |
| Haus Kynast                                  | Kynastweg 26 (Kynastweg) (Lage)                             | ZIT       | um 1750, um 1860 (Turmhaus)                                   | | 1973/79. WG II. | Herrenhaus Kynast |
| Kulturhaus                                   | Ledenweg 2 (Lage)                                           | KOE       | 1915/16                                                       | Felix Sommer                                                                                          | 1979. Kulturhaus mit Pförtnerhaus und Gartenanlage. | Hofmann-Villa |
| „Maurice-Froment-Straße 8“                   | Louisenstraße 8 (Maurice-Froment-Straße 8) (Lage)           | RAD       | 1895/96                                                       | Carl Käfer (Entwurf), Gustav Röder (Bau)                                                              | 1979. | Mietshaus Gustav Ludwig Larsson |
| „Liborius“                                   | Ludwig-Richter-Allee 21 (Lage)                              | NDL       | 1633 Liborius, 1805                                           | | 1973/79. WG III. | Haus Liborius |
| „Maxim-Gorki-Straße 16“                      | Maxim-Gorki-Straße 16 (Lage)                                | OBL       | um 1895                                                       | | 1979. | Villa Maxim-Gorki-Straße 16 |
| „Maxim-Gorki-Straße 17“                      | Maxim-Gorki-Straße 17 (Lage)                                | RAD       | 1887/88, 1900                                                 | Gebrüder Ziller, Otto Foerster (Umbau)                                                                | 1979. | Villa Friedrich Wilhelm Barth |
| Lindenhof                                    | Maxim-Gorki-Straße 18 (Lage)                                | OBL       | 1715 Weingut, 1789, 1947, seit 1998                           | Paul Löffler (Umbau)                                                                                  | 1973/79. WG II. | Lindenhof |
| „Breitig“                                    | Maxim-Gorki-Straße 22 (Lage)                                | OBL       | 1627 Anwesen, um 1680, 1735, 1988                             | | 1973/79. WG II. | Haus Breitig |
| Bilzbad                                      | Meiereiweg 108 (Meiereiweg) (Lage)                          | KOO       | 1905, 1908, 1912, 1927/28                                     | F. W. Eisold, Johannes Heinsius, Alfred Tischer                                                       | 1979. Bilz-Bad (Undosa-Wellenbad). | Wellenmaschine im Bilzbad |
| VEB Kaffee und Tee                           | Meißner Straße 47 (Wilhelm-Pieck-Straße 45) (Lage)          | RAD       | 1889                                                          | Carl Käfer (Entwurf), F. W. Eisold (Bau)                                                              | 1979. | Das Teehaus, die Fabrikantenvilla von Otto E. Weber |
| „Wilhelm-Pieck-Straße 112“                   | Meißner Straße 112 (Wilhelm-Pieck-Straße 112) (Lage)        | RAD       |                                                               | | 1979. | Wohn- und Geschäftshaus Carl Friedrich Klippstein |
| „Wilhelm-Pieck-Straße 123“ Villa Arnold      | Meißner Straße 123 (Wilhelm-Pieck-Straße 123) (Lage)        | SER       |                                                               | | 1973/79. WG IV. [Heute kein Denkmal mehr.] | Villa Meißner Straße 123 |
| Weißes Roß                                   | Meißner Straße 148 (Wilhelm-Pieck-Straße 148) (Lage)        | SER       | 1786 oder 1788/1789                                           | | 1973/79. WG III. | Gasthof „Weißes Roß“, 2007. Links im Hintergrund der Haltepunkt. Auf der Straße ist die Überkreuzung von Schmalspurbahn (Lößnitzgrundbahn) und Straßenbahn (ehem. Lößnitzbahn) zu sehen. |
| „Wilhelm-Pieck-Straße 159“                   | Meißner Straße 159 (Wilhelm-Pieck-Straße 159) (Lage)        | KOE       | 1873                                                          | Gebrüder Ziller                                                                                       | 1979. | Villa Tanger, Gartenanlage |
| „Ausländerschule“                            | Meißner Straße 164 (Wilhelm-Pieck-Straße 164) (Lage)        | NDL       |                                                               | | 1973/79. WG II. (Siehe Borstraße 7). | Haus Meißner Straße 164 |
| „Tamme“                                      | Meißner Straße 224 (Wilhelm-Pieck-Straße 224) (Lage)        | KOE       |                                                               | | 1973/79. WG III. | Haus Meißner Straße 224 |
| „Koch“                                       | Meißner Straße 241 (Wilhelm-Pieck-Straße 241) (Lage)        | KOE       | 1873–75                                                       | | 1973/79. WG III. | Villa Saxonia |
| „Wilhelm-Pieck-Straße 257“                   | Meißner Straße 257 (Wilhelm-Pieck-Straße 257) (Lage)        | KOE       |                                                               | | 1973/79. WG IV. Ehemals Kriegers höhere Lehr- und Erziehungsanstalt für Töchter                                                                                             | Haus Meißner Straße 257 |
| „Wilhelm-Pieck-Straße 261“                   | Meißner Straße 261 (Wilhelm-Pieck-Straße 261) (Lage)        | KOE       |                                                               | | 1973/79. WG III. Ehemalige Privatschule Kriegers Knabenerziehungsheim | Haus Meißner Straße 261 |
| „Wilhelm-Pieck-Straße 265“                   | Meißner Straße 265 (Wilhelm-Pieck-Straße 265) (Lage)        | KOE       |                                                               | | 1973/79. WG III. | Haus Meißner Straße 265 |
| „Wilhelm-Pieck-Straße 268“                   | Meißner Straße 268 (Wilhelm-Pieck-Straße 268) (Lage)        | KOE       | 1879–81, 1905                                                 | Moritz Große, Alfred Große (Ladenanbau)                                                               | 1979. | Wohn- und Geschäftshaus Meißner Straße 268, rechts daneben das Faberhaus |
| „Wilhelm-Pieck-Straße 299“                   | Meißner Straße 299 (Wilhelm-Pieck-Straße 299) (Lage)        | KOE       | 1889                                                          | Moritz Große                                                                                          | 1979. | Villa Meißner Straße 299 |
| Berghaus Neufriedstein                       | Mohrenstraße 10 (Lage)                                      | NDL       | 1417 Wehlsberg, 1771                                          | | 1973/79. WG II. | Mätressenschlösschen |
| „Moritzburger Straße 1“                      | Moritzburger Straße 1 (Lage)                                | KOE       | 1897/98, 1912                                                 | F. A. Bernhard Große                                                                                  | 1979. | Wettin-Haus |
| „Junge“                                      | Moritzburger Straße 18 (Lage)                               | NDL       |                                                               | | 1973. WG IV. [Heute kein Denkmal mehr.] | Haus Junge |
| „Steineck“                                   | Moritzburger Straße 19 (Lage)                               | NDL       | 1868, 1877                                                    | Friedrich Rößler                                                                                      | 1973/79. WG IV. | Haus Steineck |
| „Liebig“                                     | Moritzburger Straße 29 (Lage)                               | NDL       |                                                               | | 1973. WG III. [Heute kein Denkmal mehr.] | Haus Liebig |
| „Herbig“                                     | Moritzburger Straße 40 (Lage)                               | NDL       | 1870/80, 1876                                                 | Moritz Große (Nebengebäude)                                                                           | 1973/79. WG III. | Haus Herbig |
| „Ahrend“                                     | Moritzburger Straße 42 (Lage)                               | NDL       | 1860/61                                                       | | 1973/79. WG III. | Haus Arends |
| Sektkellerei Bussard                         | Moritzburger Straße 44 (Moritzburger Straße 46) (Lage)      | NDL       | um 1830, um 1930 umgebaut                                     | | 1973/79. WG III. | Ehemalige Sektkellerei Bussard, heute zur Wohnanlage umgenutzt. Unterhalb des Gebäudes befindet sich ein Weingarten.                                                                     |
| Mohrenhaus                                   | Moritzburger Straße 51 (Lage)                               | NDL       | 1544, 17. Jh. Mohrenköpfe, 1819, 1868–71, 1910–12             | Gebrüder Ziller (Umbau), Max Herfurt (Entwurf Umbau), Alwin Höhne (Umbau)                             | 1979. | Mohrenhaus, Gartenseite |
| „Mozartstraße 8“                             | Mozartstraße 8 (Lage)                                       | SER       | 1930/31                                                       | Johannes Eisold                                                                                       | 1979. | Einfamilienhaus Edna Fromm |
| „Grundbauer“                                 | Neue Straße 1 (Lage)                                        | KOE       | 1744                                                          | | 1973. WG III. [Heute jedoch wieder ein Kulturdenkmal.] | Wohnstallhaus Neue Straße 1 |
| Haus Krüger                                  | Neue Straße 12 (Lage)                                       | KOE       | 1858, 1890 (Umbau)                                            | Alfred Neumann                                                                                        | 1973/79. WG III. | Villa Krüger, Straßenansicht mit Tor |
| Pfarrtöchterheim                             | Neufriedstein 2 (Lage)                                      | NDL       | 1417 Wehlsberg, 1778–80, 1904                                 | | 1973/79. WG III. | Herrenhaus Neufriedstein (Mitte) |
| Oberes Winzerhaus                            | Neufriedstein 5 (Lage)                                      | NDL       | 18. Jh., 1883–85                                              | | 1973/79. WG III. | Haus Nitzsche, Sternwarte Radebeul (oben im Hintergrund) |
| „Thieme“                                     | Nizzastraße 69 (Lage)                                       | SER       | 1714, 1740, 1767, 1879, 1914                                  | | 1973/79. WG II. [Heute kein Denkmal mehr.] | Haus Thieme |
| „Rolf-Helm-Straße 12“                        | Obere Bergstraße 12 (Rolf-Helm-Straße 12) (Lage)            | NDL       | 1895–97                                                       | Gebrüder Große (Bau)                                                                                  | 1979. | Rotes Haus |
| „Rolf-Helm-Straße 13“                        | Obere Bergstraße 13 (Rolf-Helm-Straße 13) (Lage)            | NDL       | 1892/93, 1898–1900                                            | Ernst Kießling, Adolf Neumann (Umbau Seitengebäude)                                                   | 1979. | Mietvilla Obere Bergstraße 13 |
| „Rolf-Helm-Straße 14“                        | Obere Bergstraße 14, 16 (Rolf-Helm-Straße 14) (Lage)        | NDL       | 1899/01                                                       | Oskar Menzel                                                                                          | 1979. Wohnhaus [Nr. 16] mit Torhaus [Nr. 14]. | Villa Albert Kuntze |
| Haus Dorothee                                | Obere Bergstraße 20 (Rolf-Helm-Straße 20) (Lage)            | NDL       | 1872/76                                                       | Adolf Neumann                                                                                         | 1979. | Villa Dorothee |
| Minckwitzscher Weinberg                      | Obere Bergstraße 30 (Rolf-Helm-Straße 30) (Lage)            | NDL       | 1412 Altenberg, ab 1712 Herrenhaus, 1713, 1727, 1877, 1907–09 | August Große (Umbau, Remise), F. A. Bernhard Große (Umbau Herrenhaus, Nebengebäude)                   | 1973/79. WG I. 1973: Herrenhaus, Weinberg, Gartenpavillon. 1979: Minckwitzscher Weinberg (Rolf-Helm-Straße 30) mit Weinberg, Oberem Weinberghaus und Niederem Weinberghaus. | Haus Minckwitz |
| Reinhardtsberg                               | Obere Bergstraße 44 (Rolf-Helm-Straße 44) (Lage)            | NDL       | 1770, nach 1990                                               | | 1973/79. WG III. | Haus Reinhardtsberg |
| „Paradiesstraße 22“                          | Paradiesstraße 22 (Lage)                                    | NDL       | 1878/79, 1937                                                 | Gebrüder Ziller, Otto Rometsch (Garage)                                                               | 1979. | Villa „Unser Heim“ |
| „Sydow“                                      | Paradiesstraße 36 (Lage)                                    | NDL       | 1852, 2005/06                                                 | | 1973/79. WG III. | Haus Sydow, auch Villa Madelon |
| „Benecke“                                    | Paradiesstraße 46 (Lage)                                    | NDL       | 1862                                                          | Moritz Ziller                                                                                         | 1973/79. WG III. | Villa Waldhof |
| „Mehlhorn“                                   | Paradiesstraße 48 (Lage)                                    | NDL       | 18. Jh., 1862, 1875, 1908                                     | Moritz Ziller (Anbau), Georg Heinsius von Mayenburg (Entwurf), Paul Ziller (Bauleitung)               | 1973/79. WG IV. [Heute kein Denkmal mehr.] | Landhaus Mehlhorn |
| Paulsberg                                    | Paulsbergweg 21 (Lage)                                      | ZIT       | 1436 Seydenberg, ab 1679, 1853, um 1905                       | Richard Riemerschmid (Erweiterung)                                                                    | 1973/79. WG II. | Gebäudegruppe des Paulsbergs, Hauptansicht von Süden |
| Rathaus                                      | Pestalozzistraße 6 (Lage)                                   | RAD       | 1900                                                          | Gustav Hänichen                                                                                       | 1979. | Rathaus Radebeul |
| Gasthaus Pfeiffer                            | Pfeifferweg 51 (Lage)                                       | WAH       | 1825, 1927                                                    | Otto Rometsch (Entwurf Erweiterung), Alwin Höhne (Bau)                                                | 1973/79. WG III. | Berggasthaus „Zum Pfeiffer“ (Ausschnitt) |
| Altfriedstein                                | Prof.-Wilhelm-Ring 1 (Prof.-Wilhelm-Ring) (Lage)            | NDL       | 1544 Anwesen, um 1740, 1902, um 1790 (Brunnen)                | Schilling & Graebner (Umbau)                                                                          | 1973/79. WG III. Altfriedstein (Altersheim). | Herrenhaus Altfriedstein, von der Moritzburger Straße aus (Postkarte 1905) |
| „Prof.-Wilhelm-Ring 19“                      | Prof.-Wilhelm-Ring 19 (Lage)                                | NDL       | 1907                                                          | Schilling & Graebner                                                                                  | 1979. | Villa Alfred Sparbert |
| „Rennerbergstraße 7“                         | Rennerbergstraße 7 (Lage)                                   | NDL       | 1901, 1939                                                    | Gebrüder Große, Albert Patitz (Anbau)                                                                 | 1979. | Mietvilla Carl August Böhmer |
| „Richard-Wagner-Straße 13“                   | Richard-Wagner-Straße 13 (Lage)                             | SER       | 1892–94, 1897                                                 | Friedrich Ernst Meißner                                                                               | 1979. | Villa Friedrich Ernst Meißner |
| Rathaus                                      | Rosa-Luxemburg-Platz 1 (Lage)                               | NDL       | 1892–95                                                       | Adolf Neumann                                                                                         | 1979. | Ehemaliges Rathaus Niederlößnitz |
| „Rosenstraße 16“                             | Rosenstraße 16 (Lage)                                       | SER       | 1899/1900, 1933–35                                            | Gebrüder Ziller, Max Czopka (Veranda)                                                                 | 1979. | |
| „Schuchstraße 6“                             | Schuchstraße 6 (Lage)                                       | NDL       | vor 1872                                                      | Gebrüder Ziller                                                                                       | 1979. Bewohner: Holm Eppendorff | Villa Magda |
| Friedhof Radebeul Ost                        | Serkowitzer Straße 33 (Friedhofstraße) (Lage)               | RAD       | 1890/91, 1928/29                                              | Schilling & Graebner (incl. Kapelle), Max Czopka (Neue Feierhalle)                                    | 1979. Friedhof Radebeul Ost, Grufthaus Karl Mays, Grabmal Doerstling, Grabmal Beckert.                                                                                      | Friedhof Radebeul-Ost, Grabmal Beckert |
| Grufthaus Karl May                           | Serkowitzer Straße 33 (Friedhofstraße) (Lage)               | RAD       | 1890/91, 1920, 1928/29                                        | Paul Ziller, Gebrüder Ziller, Selmar Werner, Sascha Schneider                                         | 1973/79. WG III. Grufthaus Karl May. | Grufthaus Karl und Klara May |
| „Sidonienstraße 1“                           | Sidonienstraße 1 (Lage)                                     | RAD       | 1889/90                                                       | Gebrüder Ziller                                                                                       | 1979. [Wurde 2011 abgerissen.] | Wohn- und Geschäftshaus Sidonienstraße 1, links im Hintergrund der Uhrenturm des Bahnhofsgebäudes Radebeul Ost.                                                                          |
| Spitzhaus                                    | Spitzhausstraße 36 (Lage)                                   | OBL       | 1622, 1672, 1749, 1902, 1928                                  | Wolf Caspar von Klengel, Matthäus Daniel Pöppelmann, Richard Beyer, Adolf Neumann (Verandaanbau)      | 1973/79. WG II. | Spitzhaus |
| Institut für Lehrerbildung                   | Steinbachstraße 21 (Steinbachstraße 11) (Lage)              | SER       | 1906/07                                                       | F. W. Eisold, J. Arthur Bohlig (Entwurf), F. A. Bernhard Große, Alfred Große, Gebrüder Ziller         | 1979. | Front des Steinbachhauses an der Steinbachstraße |
| Haus Arnim                                   | Waldstraße 20a (Lage)                                       | OBL       | 1860–62                                                       | Moritz Ziller                                                                                         | 1973/79. WG IV. Bewohner: Friedrich Henning von Arnim, Max Morgenstern-Döring                                                                                               | Haus Arnim |
| „Bockenmüller“                               | Waldstraße 22 (Lage)                                        | OBL       | Anfang 19. Jh.                                                | | 1973/79. WG III. [Heute kein Denkmal mehr.] | Waldstraße 22 |
| „Wasastraße 49“                              | Wasastraße 49 (Lage)                                        | SER       | 1896/03                                                       | Gebrüder Ziller                                                                                       | 1979. | |
| Meinholdsches Turmhaus                       | Weinbergstraße 10 (Lage)                                    | OBL       | um 1650, 1715, um 1750 Turmhaus, 1865 Landhaus                | | 1973/79. WG II. 1973: Turmhaus und Villa; 1979: Meinholdsches Turmhaus. | Meinholdsches Turmhaus im September 2007, re. das Landhaus |
| „Barth“                                      | Weinbergstraße 16 (Lage)                                    | OBL       | um 1650                                                       | | 1973/79. WG III. | Winzerhaus Barth, im Hintergrund das Retzschgut |
| Retzschhaus                                  | Weinbergstraße 20 (Lage)                                    | OBL       | 1649, 1813, 1837, 1893                                        | | 1973/79. WG III. | Retzschgut |
| „Hedemus“                                    | Weinbergstraße 26 (Lage)                                    | OBL       | 1866/67                                                       | Moritz Ziller                                                                                         | 1973/79. WG III. | Haus Jordan |
| Haus Lorenz                                  | Weinbergstraße 28 (Lage)                                    | OBL       | um 1680, um 1800                                              | | 1973/79. WG III. | Haus Lorenz |
| Herrmannsberg                                | Weinbergstraße 34 (Lage)                                    | OBL       | 1714/15 Ballberg, um 1800, 1850/60, 1887, 1891                | Gebrüder Ziller (Erweiterung), F. W. Eisold (Umbauten)                                                | 1973/79. WG III. | Haus Hermannsberg, Tor mit Reiterstein |
| „Friedeborn“                                 | Weinbergstraße 36 (Lage)                                    | OBL       | um 1780/92                                                    | | 1973/79. WG III. | Haus Friedeborn |
| „Statue der Fortuna“                         | Weinbergstraße 40 (Lage)                                    | OBL       | 1894/95                                                       | Oswald Haenel (Entwurf), Gebrüder Ziller (Bau)                                                        | 1973/79. WG III. Statue der Fortuna. | Zillervilla in der Weinbergstraße 40, von und für Oswald Haenel |
| Haus in der Sonne                            | Weinbergstraße 44 (Lage)                                    | OBL       | 1770, nach 1790, 1917                                         | Martin Hammitzsch                                                                                     | 1973/79. WG III. | Haus in der Sonne |
| Kyau-Haus                                    | Wettinstraße 2 (Friedrich-Engels-Straße 2) (Lage)           | OBL       | 1648, um 1750, 1922–25                                        | | 1973/79. WG III. | Kyau-Haus, links eine 300-jährige Linde |
| „Wilhelm-Busch-Straße 9“                     | Wilhelm-Busch-Straße 9 (Lage)                               | NDL       | um 1890                                                       | | 1979. | Villa Wilhelm-Busch-Straße 9 |
| Gericht                                      | Wilhelm-Eichler-Straße 13 (Straße der DSF 13) (Lage)        | KOE       | 1908–10                                                       | Heinrich Tscharmann (Entwurf), Gebrüder Große (Bau)                                                   | 1979. | Amtsgerichtsgebäude in Kötzschenbroda, Zentralausschnitt |
| „Straße der Jungen Pioniere 2“               | Winzerstraße 2 (Straße der Jungen Pioniere 2) (Lage)        | NDL       | 1899/1900                                                     | Gebrüder Große                                                                                        | 1979. | Mietvilla Winzerstraße 2 |
| „Gringmuth“                                  | Winzerstraße 3 (Straße der Jungen Pioniere 1) (Lage)        | NDL       | 1840                                                          | | 1973/79. WG III. | Villa Gringmuth |
| „Winzerstraße 22/24“                         | Winzerstraße 22/24 (Lage)                                   | NDL       | um 1750                                                       | | 1973/79. WG IV. | Winzerhäuser Hofmann (Westseite) |
| „Schenk“                                     | Winzerstraße 28 (Lage)                                      | NDL       | vor 1875, 1877/78                                             | August Große                                                                                          | 1973/79. WG III. | Villa Coelestine von Stechow, auf dem Hof das Nebengebäude |
| „Pötzschk“                                   | Winzerstraße 30 (Lage)                                      | NDL       | um 1810                                                       | | 1973/79. WG III. [Heute abgebrochen.] | Winzerstraße 30, 1993 |
| „Claus“                                      | Winzerstraße 48 (Lage)                                      | NDL       | 1665, 1935                                                    | | 1973/79. WG III. | Haus Clauß, von Osten |
| „Stephani“                                   | Winzerstraße 80 (Lage)                                      | NDL       | um 1800                                                       | | 1973/79. WG IV. | Haus Stephanie |
| Haus Richter                                 | Winzerstraße 82 (Lage)                                      | NDL       | 1749, 2006/07                                                 | | 1973/79. WG IV. [Heute kein Denkmal mehr.] | Haus Richter |
| Haus Lotter                                  | Winzerstraße 83 (Lage)                                      | NDL       | um 1580, um 1650, 1925/26                                     | | 1973/79. WG IV. | Haus Lotter |
| „Clauß“                                      | Winzerstraße 84 (Lage)                                      | NDL       | um 1800, 2000er Jahre                                         | | 1973/79. WG IV. [Heute kein Denkmal mehr.] | Winzerhaus Winzerstraße 84 (li.), Haus Lotter (re.), Haus Richter (mittig) |
| Klinik                                       | Zinzendorfstraße 16 (Lage)                                  | RAD       | 1890/91                                                       | Otto March (Entwurf), Gebrüder Ziller (Baugewerke)                                                    | 1979. | Villa Kolbe, von Nordwesten |